# 김도현 (작곡가)
김도현 또는 디지(Deze)는 대한민국의 작곡가이다. 2000년 힙합 음악 그룹 소울 트레인의 구성원으로 데뷔, Deze the Godchild라는 풀네임을 사용하면서 래퍼로 활동하였다. 특히 진실이 말소된 페이지, C-Luv와 함께 한 곡인 "Mama"는 큰 사랑을 받았다.
Soul Train의 해체 이후, 활동을 거의 하지 않다가 YG 엔터테인먼트의 객원 작곡가로 들어가 세븐의 "Crazy" 등을 작곡하면서 이름을 알리기 시작하였으며 (이때부터 본명을 사용), 
특히 그의 이름을 가장 띄워준 곡은 이효리의 솔로 데뷔곡 "10 Minutes"였다.
이를 통해 김도현은 유명 대중작곡가의 반열에 들어섰으며 태완, 이민우, 에릭 등과 함께 M.A.R.S.라는 음악 프로젝트 팀을 만들기도 하였다.
2007년 6월에는 Brownclassic이라는 문화 브랜드 의류 쇼핑몰을 개설, 요조, 에릭 등과 함께 디지털 싱글 "Nostalgia"를 발표하여 좋은 반응을 얻었다. 2008년 10월에 들어 그는 Yozoh의 1집 Traveler의 편곡을 맡았으며, 박지윤의 새 앨범에도 참여한 것이 밝혀져 화제를 모았다. 2009년 초에는 서울 청담동의 한 클럽에서 클럽 디제이를 정기적으로 맡게 되었다는 것이 알려지기도 하였다.
참여앨범
이효리 <10 Minutes, Shall we dance, 천하무적 이효리>, 신화 <9,10,11집 앨범 작곡참여 On the Road,Give it 2 Me 등 다수> 빅뱅 <VIP>, 세븐 <Crazy, 두걸음>, SS501 <경고>, M <Untouchable>, 싸이 <솔직히 까고 말해>, 스피카 <You don’t love me>. 브라운클래식 (feat. 에릭, 요조) <노스텔지아>, 가인(브라운아이드걸스) <노스텔지아>, 서인영 <리듬속으로>, 2013 SBS 가요대전 Friendship Project <You are a miracle> 등 다수
2015년 Geragia <Unconditional><So Mack><Breathe>등으로 콜라보 싱글 발표.
2017년 Shinhwa 13집 타이틀 Touch ,PSY 8th <Last Scene>, 이효리 6집 BLACK 전곡 작,편곡 
2018년 미국 UNDER ARMOUR 광고 “HOVR”음악